# Encyclopédie Treccani
Pour les articles homonymes, voir Treccani (homonymie).

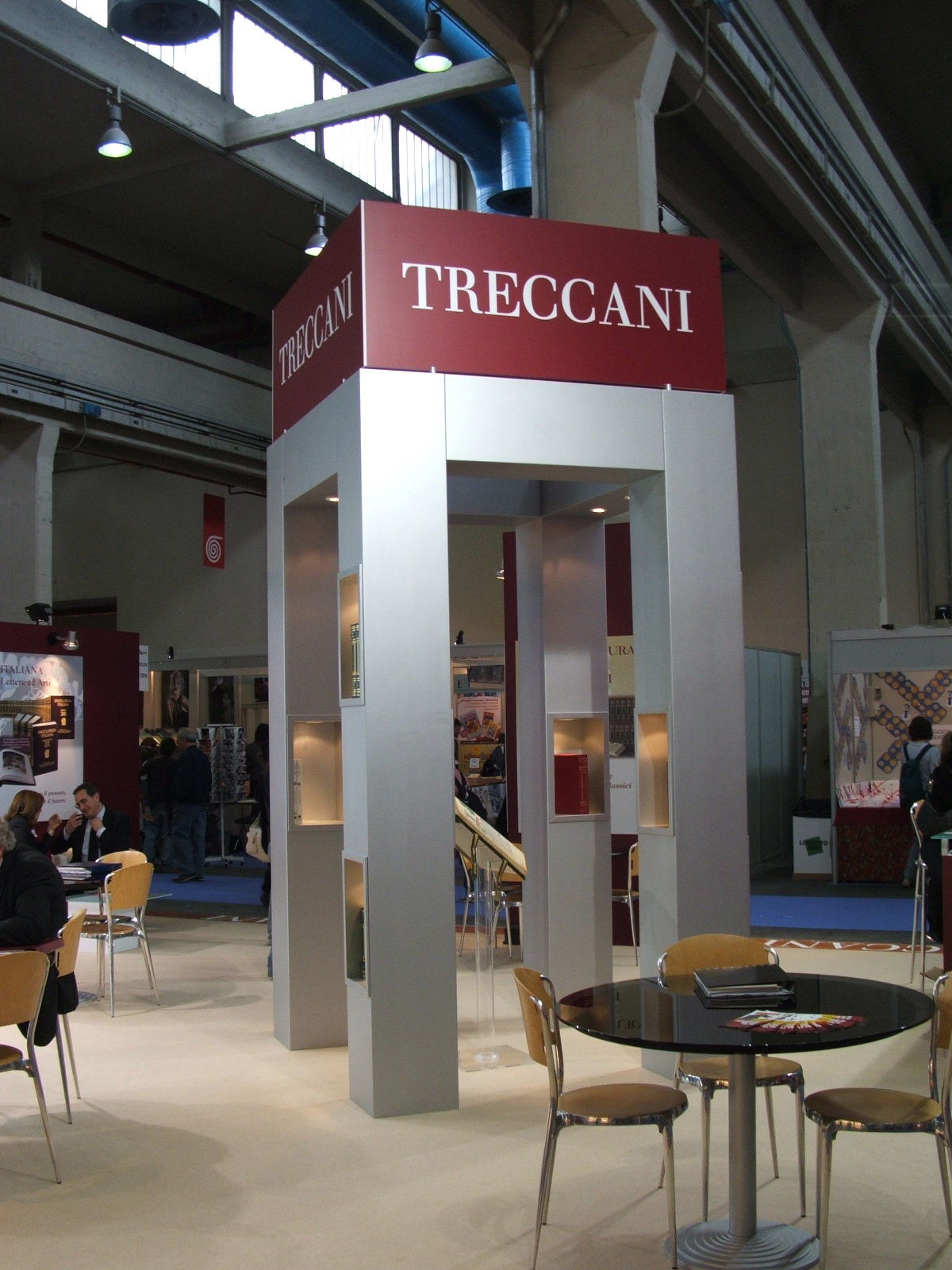
Stand Treccani à la Fiera del libro 2006

Treccani est le nom par lequel on appelle communément l'Enciclopedia Italiana di scienze, lettere ed arti.
La première édition et les sept suppléments qui ont suivi ont été édités par l'Istituto dell'Enciclopedia Italiana, fondé à Rome le 18 février 1925 par Giovanni Treccani.

## L'Encyclopédie italienne

### La première édition
Auparavant, il n'y avait pas en italien d'encyclopédie universelle, hormis des adaptations d'encyclopédies écrites initialement en d'autres langues.
En 1920, un premier projet : la Grande Enciclopedia Italica (Grande Encyclopédie Italica) a été initié par le philosophe et éditeur Angelo Fortunato Formiggini qui avait créé cette année-là une maison d'édition : l'Istituto per la Propaganda della Cultura Italiana (Institut pour la Propagation de la Culture Italienne). Son Conseil d'administration comprenait beaucoup de noms parmi les plus illustres de la culture italienne. Ferdinando Martini le présidait et soutenait le projet de cette encyclopédie. Elle devait comprendre 18 volumes, et être une réalisation culturelle italienne de premier plan. Ce projet n'aboutira pas à cause de l'opposition de Giovanni Gentile. Qui par la suite fera disparaître l'Istituto per la Propaganda della Cultura Italiana absorbé par l'Istituto Nazionale Fascista di Cultura (Institut National Fasciste de la Culture) dont il est alors le président. Et favorisera la réalisation de l'Encyclopédie Treccani dont il sera le premier directeur scientifique.
En 1924, l'entrepreneur Giovanni Treccani (1877-1961) « a été approché par ses amis Ferdinando Martini (1841-1928) et Bonaldo Stringher qui, connaissant son goût du mécénat (...) lui ont proposé la publication d'une grande encyclopédie italienne ».
Treccani a été très intéressé et a conçu un ouvrage encore plus ambitieux. L'acte constitutif de l'institut qui devait entreprendre l'immense travail d'organisation et de publication, a été signé à Rome le 18 février 1925. Outre le fondateur, qui n'était pas encore le président, en faisaient partie : le philosophe Giovanni Gentile en qualité de directeur scientifique, Calogero Tumminelli comme directeur éditorial, Gian Alberto Blanc, Pietro Bonfante, le maréchal Luigi Cadorna, le ministre Alberto De Stefani, l'historien Gaetano De Sanctis, l'économiste Luigi Einaudi, le peintre Vittorio Grassi, le médecin Ettore Marchiafava, le juriste Silvio Longhi, Ferdinando Martini, le journaliste Ugo Ojetti, l'historien Francesco Salata, l'homme politique Vittorio Scialoja, l'économiste Angelo Sraffa, l'amiral Paolo Thaon di Revel, le président du Sénat Tommaso Tittoni. Le rédacteur en chef de l'ouvrage était le philologue Antonino Pagliaro. Une grande partie de ceux-ci, en 1925, ont adhéré au Manifeste des intellectuels fascistes.
Le philosophe Giovanni Gentile, son premier directeur scientifique, a été l'animateur de la première édition de l'Enciclopedia Italiana en 1925, et c'est à lui que l'on doit en grande partie le très haut niveau culturel et l'ambition dans la vision de l'ouvrage. Il a invité en fait « à collaborer à la nouvelle entreprise 3 266 érudits, de diverses disciplines ».
Giovanni Gentile a réussi en outre à maintenir une importante autonomie dans la rédaction vis-à-vis du régime fasciste. Malgré cela, l'historien français Lucien Febvre la jugera « assez luxueuse dans sa présentation et de plus en plus fasciste dans sa rédaction. » Ce jugement sévère est sans doute dû au fait que Mussolini en a rédigé l'article sur le fascisme. Robert Collison la considère toutefois comme l'une des trois plus importantes encyclopédies du siècle, avec Britannica et Espasa.
De 1925 à 1928 s'est déroulée la phase préparatoire qui a vu la formation du comité technique (composé des directeurs des 48 sections), et la rédaction d'un index. Les sujets traités ont donné lieu à 60 000 entrées principales et 240 000 secondaires.
La première édition, constituée de 35 volumes et d'un index, a été publiée entre 1929 et 1937 ; chaque volume comportait environ un millier de pages et obtint un grand succès.

### Les suppléments
De 1932 à 1943 ont été publiés de nouvelles entrées dans des fascicules séparés; la première de celles-ci concerne le mot "Fascisme" signée par Benito Mussolini (mais rédigée en réalité par Giovanni Gentile) et Gioacchino Volpe.
En 1938 a été publié le volume du Ier appendice.
Huit autres appendices ont suivi après la guerre (1948, 1961, 1978, 1992, 2000, 2007, 2012, 2015). Le VIIe appendice, intitulé XXIe siècle, comporte cinq volumes. En tout, l'Encyclopédie est composée de 70 volumes, pour un total de 75 000 pages. Les entrées sont généralement signées par les initiales de leurs auteurs.
Une version de l'encyclopédie est maintenant distribuée sur DVD.

## Collaborateurs de l'Encyclopédie et de l'Institut
Après la guerre ont contribué à l'organisation et aux travaux de l'Istituto Treccani de nombreuses personnes de premier plan dans les domaines scientifiques et culturels, aussi bien italiennes qu'étrangères. Parmi celles-ci:
| - Roberto Almagià - Edoardo Amaldi - Massimo Arcangeli - Girolamo Arnaldi - Giulio Carlo Argan - Giannetto Avanzi - Salvatore Battaglia - Giovanni Becatti - Giulio Bertoni - Ranuccio Bianchi Bandinelli - Bruno Biagi - Lucio Bianco - Norberto Bobbio - Umberto Bosco - Maria Rita Brondi (sous le nom Maria Rita Arnone Brondi) - Federico Caffè - Carlo Azeglio Ciampi - Piero Crociani - Giorgio Levi Della Vida | - Gaetano De Sanctis - Renato Dulbecco - Michelangelo Guidi - Luigi Einaudi - Federigo Enriques - Julius Evola - Enrico Fermi - Aldo Ferrabino - Giovanni Gentile - Antonio Giuliano - Tullio Gregory - Jacques Le Goff - Claude Lévi-Strauss - Claudio Magris - Guglielmo Marconi - Bruno Migliorini - Rita Levi-Montalcini | - Sabatino Moscati - Cesare Musatti - Carlo Alfonso Nallino - Mario Niccoli - Ugo Ojetti - Antonino Pagliaro - Riccardo Perissich - Raffaele Pettazzoni - Fortunato Pintor - Ildebrando Pizzetti - Santi Romano - Carlo Rubbia - Raffaele Simone - Aleardo Terzi - Pietro Toesca - Roberto Vecchioni - Gioacchino Volpe - Nicola Zingarelli - Ortensio Zecchino |

## Sources
- (it) Cet article est partiellement ou en totalité issu de l’article de Wikipédia en italien intitulé « Enciclopedia Treccani » (voir la liste des auteurs).